# Cycle orogénique

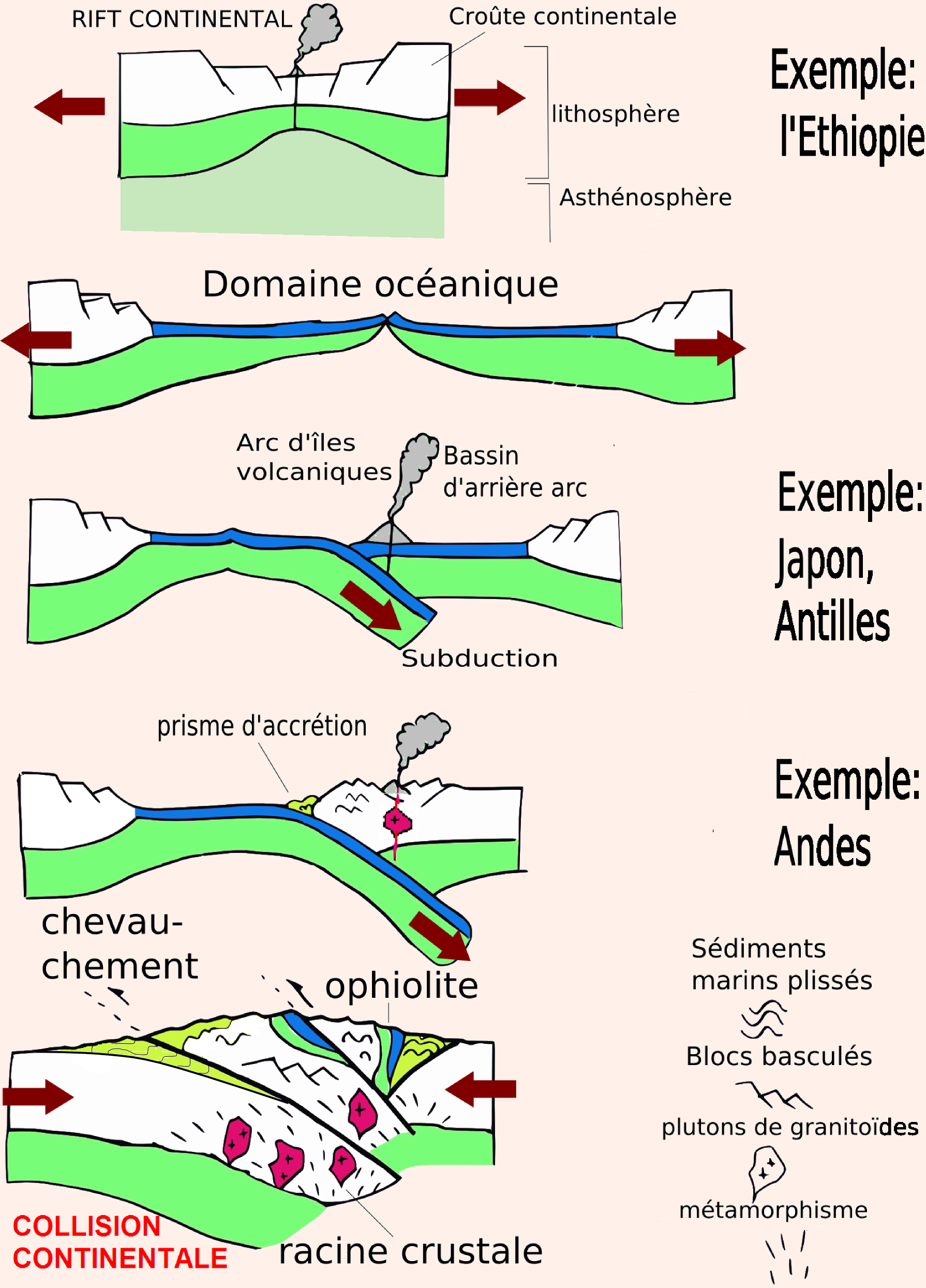
Modèle de cycle orogénique

Le cycle orogénique ou cycle tectonique est un modèle qui réunit une succession d’événements correspondant à la formation puis à la destruction d'une chaîne de montagnes. Au premier ordre, un tel cycle comprend trois phases : 
- sédimentation dans un bassin sédimentaire qui correspond souvent à une marge continentale ;
- orogenèse, c'est-à-dire plissement des sédiments accumulés dans le bassin sédimentaire et surrection d'une chaîne de montagnes ;
- pénéplanation de la chaîne montagneuse.

On estime aujourd'hui qu'un cycle correspond à l'ouverture suivie de la fermeture d'un domaine océanique et d'une collision continentale.
Le début de chaque cycle est fréquemment marqué, à la base des strates qui lui correspondent, par une discordance majeure sur les strates affectées par le cycle précédent.  
Cette notion de cycle tectonique est reprise dans le concept plus global du cycle de Wilson basé sur la tectonique des plaques mais cette modélisation tectonique est très discutée par les géophysiciens dont les modèles géodynamiques plus fins prennent de plus en plus en compte les processus d'accrétion crustale de terranes (microcontinents) et des mouvements complexes de plaques plutôt que le modèle classique de collision continent-continent. Ainsi, l'application à l'échelle mondiale de la théorie des cycles orogéniques pour essayer d'expliquer les orogenèses pose encore de nombreux problèmes. L'accroissement du nombre et de la complexité des facteurs lors de phases tectoniques multiples montre en effet que les chaînes de montagnes sont rythmées par de nombreux cycles orogéniques qui restent encore difficiles à suivre, à analyser et à isoler.

## Cycles orogéniques en Europe
En Europe, cinq cycles orogéniques majeurs sont documentés : 
- orogénèse icartienne, datant du Paléoprotérozoïque (de ca. −2 200 à −1 800 Ma) ;
- orogenèse cadomienne, datant du Précambrien ;
- orogenèse calédonienne, s'étendant du début du Cambrien au début du Dévonien ;
- orogenèse hercynienne (ou varisque), s'étendant du Dévonien à la fin du Permien ;
- orogenèse alpine, s'étendant du début du Trias au Quaternaire.

## Cycles orogéniques en Afrique
Sur le continent africain, en plus du cycle alpin observé en Afrique du Nord, six cycles majeurs sont décrits au Précambrien :
- orogenèse panafricaine, au Neoprotérozoïque sup. entre -650 et -700 Ma ;
- orogenèse mayoumbienne au Mésoprotérozoïque terminal à -1,05 Ga (+/- 50 ma) ;
- orogenèse kibarienne, au Mésoprotérozoïque à -1,35 Ga (+/- 50 ma) ;
- orogenèse éburnéene, au Paléoprotérozoïque à -2,1 Ga (+/- 100 Ma) ;
- orogenèse libérienne, à la base du Néoarchéen et au Mésoarchéen terminal à -2,7 Ga (+/- 100 Ma) ;
- orogenèse léonienne, à la base du Mésoarchéen à -3 Ga (+/- 100 Ma).

Il est fréquent que l'orogenèse soit utilisée pour dater une formation géologique, un massif magmatique ou une déformation tectonique (exemples : gneiss éburnéens, granite léonien, cisaillement libérien).
| Nom                          | Etage                     | Etage                                    | Âge                  | Âge              | Âge                                      | Âge             | Origine du nom                                                                    |
| ---------------------------- | ------------------------- | ---------------------------------------- | -------------------- | ---------------- | ---------------------------------------- | --------------- | --------------------------------------------------------------------------------- |
| Nom                          | Etage                     | Etage                                    | Générique            | Cameroun         | Hoggar                                   | Craton de Man   | Origine du nom                                                                    |
| Panafricain Katanguien (RDC) | Protérozoïque moy. à sup. | Néoprotérozoïque sup.                    | -650 à -700 Ma       | -510 à -560 Ma   | -600 à -650 Ma                           |                 | De l'adjectif panafricain (concernant toute l'Afrique) Du Katanga (région de RDC) |
| Mayoumbien                   | Protérozoïque moy. à sup. | Mésoprotérozoïque terminal               | -1,05 Ga (+/- 50 ma) |                  |                                          |                 | De Mayoumba au Gabon                                                              |
| Kibarien                     | Protérozoïque moy. à sup. | Mésoprotérozoïque                        | -1,35 Ga (+/- 50 ma) | -1 à -1,2 Ga     | De la chaine de montagne de Kibara (RDC) |                 |                                                                                   |
| Éburnéen                     | Protérozoïque inf.        | Paléoprotérozoïque                       | -2,1 Ga (+/- 100 Ma) | -2 à -2,2 Ga     | -2 Ga                                    | -1,7 à 2,1 Ga   | Qualificatif pour la Côte d'Ivoire                                                |
| Libérien Ouzzalien (Hoggar)  | Archéen sup.              | Néoarchéen (base) à Mésoarchéen terminal | -2,7 Ga (+/- 100 Ma) | -2,6 à -2,94 Ga  | -2,9 à -3 Ga                             | -2,75 à -2,9 Ga | Libéria (Craton de Man) Localité d'In Ouzzal (Hoggar)                             |
| Léonien                      | Archéen sup.              | Mésoarchéen (base)                       | -3 Ga (+/- 100 Ma)   | -3,24 à -3,05 Ga |                                          | -2,95 à -3,1 Ga | Sierra Leone (craton de Man)                                                      |

## Cycles orogéniques en Amérique du Nord
- L'orogenèse laramienne, qui débuta au Crétacé il y a 80 à 70 millions d'années pour se terminer durant le Paléogène il y a 55 et 35 millions d'années. La conséquence la plus importante de ce phénomène fut la création des montagnes Rocheuses mais d'autres montagnes en Alaska et au Mexique proviennent également de ce phénomène.

## Cycles orogéniques en Amérique du Sud
- L'orogenèse brésilienne est un processus orogénique du Néoprotérozoïque qui s'est déroulé il y a environ 600 millions d'années (Ma) et a donné naissance à l'Amérique du Sud cratonique. Elle constitue une phase locale de l'orogenèse panafricaine (ou « pan-gondwanienne »), due à la formation de l'ancien supercontinent Gondwana.

## Cycles orogéniques en Asie-Pacifique
- L'orogenèse cimmérienne a commencé il y a 200 à 150 millions d'années (soit une grande partie de la période jurassique), lorsque la plaque cimmérienne au sud est entrée en collision avec le Kazakhstan et une partie de la Chine au nord, fermant ainsi l'ancien océan Paléo-Téthys situé entre les deux.